# Amalie Skram
Amalie Skram, geboren Berthe Amalie Aver (Bergen, 22 augustus 1846 - Kopenhagen, 15 maart 1905) was een Noors schrijfster. Ook geldt ze als een pleitbezorgster van vrouwenemancipatie.

## Leven
Berthe Amalie Aver kwam uit een instabiel gezin met vijf kinderen. Haar vader was handelaar en vluchtte - na een bankroet - naar de Verenigde Staten om aan zijn schulden te ontkomen toen Amalie zeventien was. Ze trouwde met een oudere zeekapitein met wie ze zes jaar lang de wereldzeeën bevoer. In 1884, toen ze net haar eerste succes had in de literaire wereld, hertrouwde ze met de Deense schrijver Erik Schram van wie ze vijftien jaar later zou scheiden. Ze raakte tweemaal in een zware depressie en werd daarbij ook opgenomen in een psychiatrische kliniek. Vanaf 1884 leefde ze in Kopenhagen. Ze overleed in 1905 op 57-jarige leeftijd.

## Werk
Het werk van Skram wordt wel gerekend tot het naturalisme van de beweging De Moderne Doorbraak, hoewel zij duidelijk het sociale engagement mist van de meeste naturalisten. Ze schildert vooral de verhouding tussen mensen onderling, met name binnen het huwelijk en tussen generaties. Daarbij geeft ze blijk van een pessimistische levenshouding. Haar vrouwfiguren zijn vaak onwetend en passief, de mannelijke figuren hebben meestal een verleden, maar uiteindelijk komt het allemaal door de aangeboren slechtheid van de mens. Vergeefs zoeken haar romanfiguren naar de oplossing van het levensvraagstuk.
Skram schildert vooral de milieus die haar bekend waren, waarbij haar werk vaak doorspekt is met autobiografische herinneringen. Ze heeft een opvallende belangstelling voor het lugubere en misdadige, waarvan ze aspecten vaak tot in detail beschrijft. Haar personen zijn angstig, eenzaam en zich bewust van hun eigen tekortkomingen. Op zich kiest ze geen partij tussen de seksen en hekelt ze zowel mannen als vrouwen. Wel beschrijft ze situaties altijd vanuit het perspectief van de vrouw. Dit, en ook omdat ze de eerste Scandinavische schrijfster was die de vrouwelijke seksualiteit tot een thema maakte, leidde ertoe dat ze later in de twintigste eeuw door de vrouwenbeweging werd gezien als een der der weinige schrijfsters uit haar tijd die het feministische gedachtegoed vertegenwoordigden.
Een van Skrams bekendste werken, Constance Ring (1884), werd in 1982 in het Nederlands vertaald. In deze roman beschrijft ze een naïeve jonge vrouw die een koopman huwt en vervolgens niet kan aarden in de sociale omgeving waarin ze terecht is gekomen. Ook heeft ze veel moeite met de dubbele seksuele huwelijksmoraal. Als ze van haar man wil scheiden stuit ze op veel sociaal onbegrip. Uiteindelijk eindig het boek met haar zelfmoord.

## Bibliografie

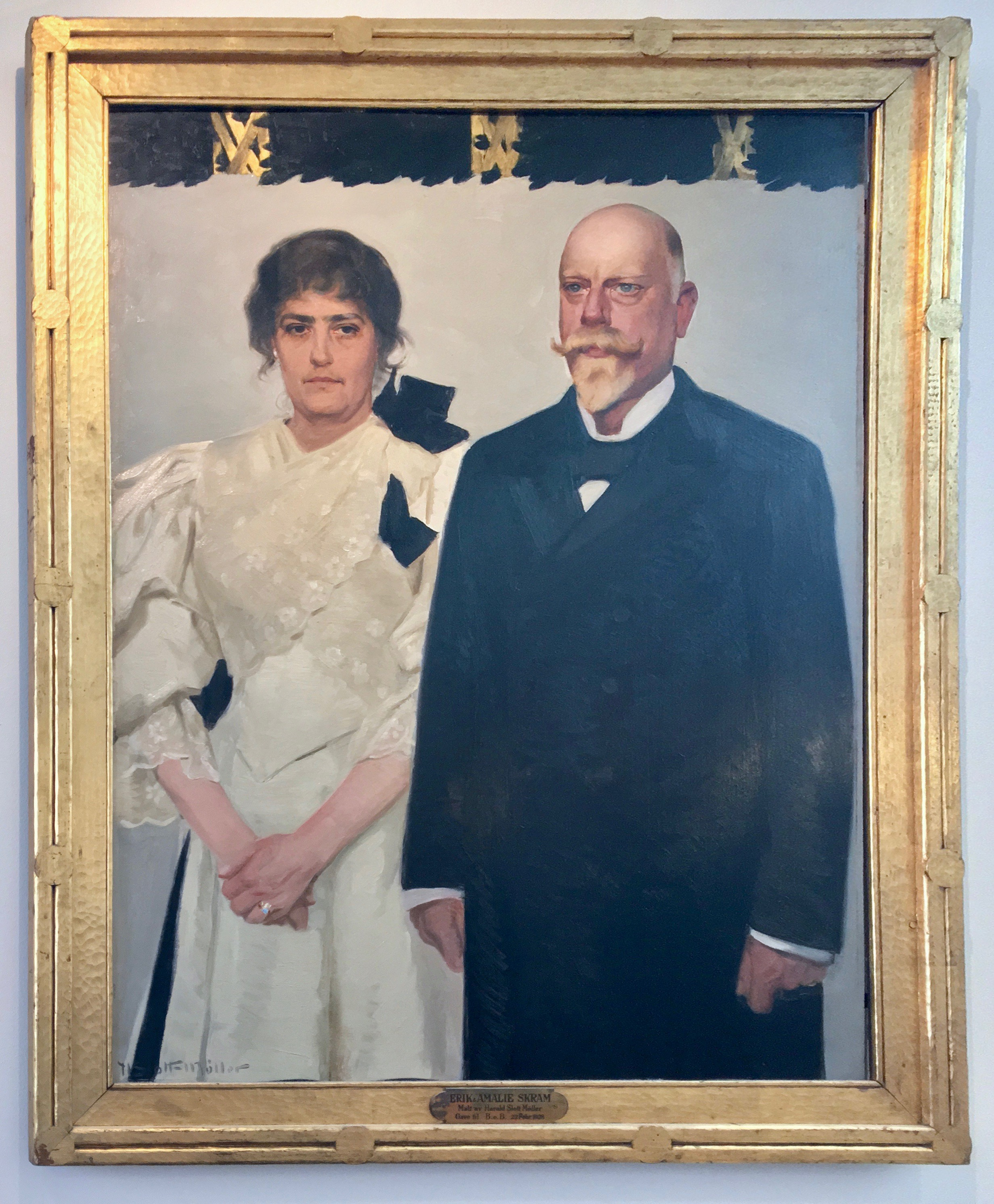
Amalie en Erik Skram, 1895, door Harald Slott-Møller.